# سنت فرانسیس (مینه‌سوتا)
سنت فرانسیس (به انگلیسی: St. Francis) شهری در شهرستان آنوکا ایالت مینه‌سوتا در کشور ایالات متحده آمریکا است که جمعیت آن در سرشماری سال ۲۰۱۰ میلادی، ۷۲۱۸ نفر بوده‌است.